# Wasenberg (Mötzow)
Der Wasenberg ist eine 48,5 Meter hohe, eiszeitlich geprägte Erhebung nahe dem Dorf Mötzow in der Gemeinde Beetzseeheide im Norden des Landkreises Potsdam-Mittelmark in Brandenburg.

## Morphologie
Der Wasenberg entstand während der letzten, der Weichselkaltzeit. Von Nordosten nach Mitteleuropa vordringende Eismassen formten einen Höhenzug von Endmoränenhügeln zwischen der Havel bei Klein Kreutz mit dem Weinberg und dem Beetzsee. Zu diesem Höhenzug ist der Wasenberg zu zählen. Der Höhenzug wurde an der Eisrandlage 2 gebildet. Bei genauerer Betrachtung setzt sich der Höhenzug über die Talungen des Beetzsees nach Westen und der Havel nach Südosten fort. So wurde beispielsweise westlich des Beetzsees der Schwarze Berg geformt. Die Randlage 2 der Brandenburg-Phase ist mit der Linie Schwarzer Berg – Hasselberg – Wasenberg – Weinberg – Götzer Berg nachvollziehbar. In der weiteren Folge bildete sich um den Wasenberg herum eine schmale Schmelzwasserrinne, in der Wässer zur Beetzseerinne abtransportiert wurden.

## Hinrichtungsstätte
Die Gemarkung Mötzow, zu der der Wasenberg gehört, war bereits seit dem Mittelalter im Besitz des Domstifts Brandenburg. Aufgrund seiner erhöhten, gut sichtbaren Lage nahe der Landstraße nach Nauen wurde vom rechtlich von Brandenburg unabhängigen Dom eine Hochgerichtsstätte auf dem Wasenberg eingerichtet. So standen hier Galgen und Richtrad, an denen mindestens vom 16. bis ins 18. Jahrhundert Hinrichtungen durchgeführt wurden.
2016 fand eine archäologische Forschungs- beziehungsweise Lehrgrabung in Zusammenarbeit der Europa-Universität Viadrina und der Humboldt-Universität zu Berlin auf dem Wasenberg statt. Es war die dritte einer Reihe von Grabungen auf verschiedenen ehemaligen Richtplätzen im Land Brandenburg. Neben Funden aus dem Neolithikum wurden ein Reitersporn und ein Armbrustbolzen, die dem Hochmittelalter zugeordnet wurden, gesichert. Mit der Hochgerichtsstätte möglicherweise im Zusammenhang stehende Funde waren eventuelle Reste eines Scheiterhaufens und eine Pfostengrube.

## Nutzung
Der Wasenberg ist mit einem ausgedehnten Birkenforst bewachsen. Er wird wie beispielsweise der nahe Beetzsee und der Fuchsbruch von der Bevölkerung für Erholungszwecke genutzt. Am Ostersonntag treffen sich traditionell viele Brandenburger zum Eiertrudeln an den flachen Hängen des Wasenbergs.

## Schutzgebiete
Der Wasenberg liegt im Landschaftsschutzgebiet Westhavelland und im Naturparks Westhavelland. Daneben ist er Teil des SPA-Gebietes Mittlere Havelniederung. Über den Südhang dehnt sich das FFH-Gebiet Mittlere Havel Ergänzung aus.